# Oliver Wendell Holmes
Oliver Wendell Holmes (Cambridge, Massachusetts, 29 d'agost de 1809 - Boston, Massachusetts, 1 o 7 d'octubre de 1894) va ser un metge estatunidenc, poeta, professor, conferenciant i autor. Considerat pels seus iguals com un dels millors escriptors del segle xix, se'l considera un membre dels Fireside Poets. Les seves obres en prosa més famoses són la sèrie Breakfast-Table, que va començar amb The Autocrat of the Breakfast-Table (1858). També se'l reconeix com un important reformador mèdic.